# Fågelfors församling
Fågelfors församling är en församling i Stranda-Möre kontrakt i Växjö stift och Högsby kommun. Församlingen ingår i Högsby pastorat.
Församlingskyrka är Fågelfors kyrka.

## Administrativ historik
Församlingen bildades 5 november 1880 genom en utbrytning ur Högsby församling först som kapellförsamling som sedan 1889 blev en  fristående annexförsamling. Församlingen var från 1889 annexförsamling i pastoratet Högsby och Fågelfors som 1962 utökades med Långemåla församling och sedan 1992 med Fagerhults församling.